# Martin Novaković
Martin Novaković (in serbo Мартин Новаковић?; Zaječar, 5 gennaio 2001) è un calciatore serbo, centrocampista del Mačva Šabac.

## Caratteristiche tecniche
È un centrocampista dinamico in grado di giocare sia da centrale che da mezzala.

## Carriera
Cresciuto nel settore giovanile del Partizan, nel 2019 viene acquistato a titolo definitivo dalla Stella Rossa; un anno più tardi passa in prestito al Rad Belgrado con cui debutta fra i professionisti il 23 agosto in occasione dell'incontro di Superliga perso 1-0 contro il Mladost Lučani.

## Statistiche
Statistiche aggiornate al 15 maggio 2021.

### Presenze e reti nei club
| Stagione        | Squadra         | Campionato      | Campionato | Campionato | Coppe nazionali | Coppe nazionali | Coppe nazionali | Coppe continentali | Coppe continentali | Coppe continentali | Altre coppe | Altre coppe | Altre coppe | Totale | Totale | Totale |
| Stagione        | Squadra         | Comp            | Pres       | Reti       | Comp            | Pres            | Reti            | Comp               | Pres               | Reti               | Comp        | Pres        | Reti        | Pres   | Reti   |        |
| --------------- | --------------- | --------------- | ---------- | ---------- | --------------- | --------------- | --------------- | ------------------ | ------------------ | ------------------ | ----------- | ----------- | ----------- | ------ | ------ | ------ |
| 2020-2021       | Rad Belgrado    | SL              | 25         | 4          | CS              | 1               | 0               |                    | -                  | -                  |             | -           | -           | 26     | 4      |        |
| Totale carriera | Totale carriera | Totale carriera | 25         | 4          |                 | 1               | 0               |                    | -                  | -                  |             | -           | -           | 26     | 4      |        |